# Клишківська волость (Кролевецький повіт)
Клишківська волость — історична адміністративно-територіальна одиниця Кролевецького повіту Чернігівської губернії з центром у селі Клишки.
Станом на 1885 рік складалася з 22 поселень, 6 сільських громад. Населення — 6429 осіб (3192 чоловічої статі та 3237 — жіночої), 1241 дворове господарство.
|                     | Площа, десятин | У тому числі орної, дес. |
| ------------------- | -------------- | ------------------------ |
| Сільських громад    | 11110          | 7430                     |
| Приватної власності | 6221           | 1489                     |
| Казенної власності  | 6519           | 30                       |
| Іншої власності     | 62             | 38                       |
| Загалом             | 23912          | 8987                     |

Найбільші поселення волості на 1885 рік:
- Клишки — колишнє державне й власницьке село при річці Осота за 27 верст від повітового міста, 3720 осіб, 785 дворів, 2 православні церкви, школа, 7 постоялих будинків, 7 лавок, базари по неділях і 3 ярмарки на рік. За 8 верст — крупорушка, 2 водяних млини, цегельний завод.
- Собич — колишнє державне й власницьке село при річці Десна, 2356 осіб, 412 дворів, православна церква, школа, 5 постоялих будинків, 5 лавок.

1899 року у волості налічувалось 6 сільських громад, населення зросло до 9343 особи (4701 чоловічої статі та 4642 — жіночої).